# Loxoneura vitalisiana
Loxoneura vitalisiana är en tvåvingeart som beskrevs av Frey 1964. Loxoneura vitalisiana ingår i släktet Loxoneura och familjen bredmunsflugor.
Artens utbredningsområde är Laos. Inga underarter finns listade i Catalogue of Life.